# Wladimir Jakowlewitsch Dratschko
Wladimir Jakowlewitsch Dratschko (russisch Владимир Яковлевич Драчко; * 20. Januar 1970 in Tuapse) ist ein ehemaliger russischer Judoka, der 1994 Europameister war.
Dratschko kämpfte im Halbleichtgewicht, der Gewichtsklasse bis 65 Kilogramm (ab 1998 66 Kilogramm). 1990 gewann er, noch für die Sowjetunion startend, die Bronzemedaille bei den Juniorenweltmeisterschaften. 1993 wurde er russischer Meister. Bei den Europameisterschaften 1994 in Danzig bezwang er im Halbfinale den Türken Salim Abanoz und im Finale den Polen Jarosław Lewak. Zwei Monate später besiegte er im Finale der Goodwill Games in Sankt Petersburg den Letten Vsevolods Zeļonijs.
Bei den Europameisterschaften 1995 in Birmingham verlor Dratschko im Halbfinale gegen Vsevolods Zeļonijs. Nachdem er auch im Kampf um Bronze gegen den Türken Bektas Demirel unterlag, belegte Dratschko den fünften Platz. Bei den Weltmeisterschaften 1995 in Chiba verlor er seinen Auftaktkampf gegen Jarosław Lewak. Dratschko war noch einige Jahre aktiv. 1998 gewann er das Weltcup-Turnier in Minsk, 1999 siegte er beim Turnier in Sofia. Nach dem Ende seiner aktiven Karriere wurde er Judotrainer.